# Хвала за Сандерленд
Хвала за Сандерленд је словеначка комедија и драма из 2013. године у режији и сценарију Слободана Максимовића. На Фестивалу словеначког филма освојио је награду за најбољи словеначки филм.

## Радња
Главном јунаку Јохану све иде наопако, али он и даље верује да ће му се живот променити. То се заиста дешава, али промена је лоша: губи посао, упада у финансијске проблеме, напушта га супруга Сабина... Његов живот се коначно чини бесмисленим када у новинама прочита интервју са перспективном певачицом у којој она жали се, да је затрпана снимањем, ручковима и шетњама са псом. Одлучује да изврши самоубиство, али чак и овај чин очаја испада другачије него што је планирао.

## Улоге
| Глумац           | Улога              |
| ---------------- | ------------------ |
| Грегор Баковић   | Јохан              |
| Полде Бибич      | Бојан              |
| Бранко Ђурић     | Златка             |
| Штефка Дролц     | Магда              |
| Јернеј Кунтнер   | Јанез              |
| Ева Дерганц      | Викторија          |
| Примож Петковшек | Викторијин менаџер |
| Тања Рибич       | Сабина             |